# 슈퍼 AMOLED
슈퍼 AMOLED(Super AMOLED)는 삼성SDI에서 만든 능동형 유기 발광 다이오드 (AM OLED) 계열 디스플레이로,  ITO 터치 스크린 패널을 디스플레이 위에 직접 증착한 OCTA (On-Cell Touch AMOLED)라고 명명한 온셀방식의 디스플레이로, 기존의 애드온방식과 달리 외부유리와 디스플레이 사이에 유리가 없어 AMOLED 플러스보다 선명도와 시야각이 개선되었으며, 색재현률이 개선되었다.
갤럭시 S와 옴니아 7에 최초로 탑재되었다.

## 슈퍼 AMOLED 플러스
RGBG 펜타일 매트릭스 구조를 일반적인 RGB 매트릭스 구조로 치환함으로써 한 그룹에 8개에서 12개의 하부픽셀을 지녀 더 자세한 표현을 할 수 있는 제품으로, 갤럭시 S에서 지적당했던 가독성문제를 많이 개선시킨 제품이며, 갤럭시 S II에서 처음으로 탑재되었다.

## qHD 슈퍼 AMOLED (슈퍼 AMOLED 어밴스드)
qHD (960 x 540)의 해상도를 지원하는 슈퍼 AMOLED의 변종으로, 슈퍼 AMOLED와 마찬가지로 RGBG 펜타일 매트릭스 구조이다.
모토로라 레이저에서 처음 탑재되었으며, 갤럭시 R 스타일부터qHD 슈퍼 AMOLED로 명칭을 바꿨다.
갤럭시 S4 미니에는 S-스트라이프 RGB구조로 개선된 qHD 슈퍼 AMOLED가 탑재되었다.

## HD 슈퍼 AMOLED
800 x 1,280 (WXGA) 혹은 720 x 1,280 (WXGA, 720p HD)의 해상도를 지원하는 제품으로, 갤럭시 S2 HD LTE에서 처음으로 탑재되었으며, FMM(Fine-Metal-Mask)에서 LITI(laster-induced thermal imaging) 인쇄 공정으로 변경하면서 더 높은 해상도의 공정을 좀 더 쉽게 생산할 수 있게되었다.
하지만 이는 RGBG 펜타일 매트릭스 구조로, RGB 매트릭스 구조인 슈퍼 AMOLED 플러스를 이어받은 RGB방식이 아니다.

### HD 슈퍼 AMOLED S-스트라이프 RGB

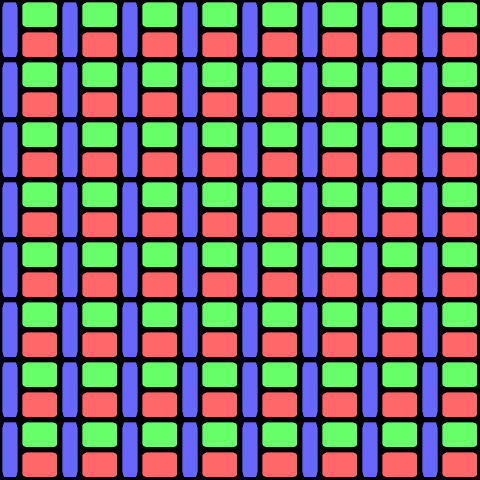
갤럭시 노트 II의 S-스트라이프 RGB 매트릭스 하부 화소의 표현 (400배 확대)

삼성디스플레이에서 개발한 공법인 S-스트라이프 RGB 매트릭스 구조(청색 유기물은 세로로 녹색과 적색 유기물은 가로로 배열하는 방식)를 적용하여, 기존의 펜타일 매트릭스 구조를 이용한 제품들의 가독성 및 해상도문제를 해결하였으며, 갤럭시 노트 II에 처음으로 탑재되었다.

## 풀 HD 슈퍼 AMOLED
1080p HD (1,920 x 1,080)의 해상도를 지원하는 제품으로, 하나의 픽셀에 두 개의 서브픽셀이 포함되는 기존의 RGBG 펜타일 매트릭스 구조를 유지하면서, 서브픽셀의 배치 방식을 대각선 형태로 바꿔 다이아몬드 형태의 화소 배열 구조를 채택하여 가독성을 해결하였으며, 기존에 적색 소자에만 적용하던 인광 재료를 녹색 소자에도 적용하여 발광효율을 높였다.
갤럭시 S4에 처음으로 탑재되었다.

## 같이 보기
- AM OLED(능동형 유기 발광 다이오드)
- OLED(유기 발광 다이오드)
- PM OLED(수동형 유기 발광 다이오드)